# Partido Democrático (Japón, 1996)
El Partido Democrático (民主党 Minshutō?) fue un partido político japonés de ideología centrista. El partido fue uno de los creadores del Partido Democrático establecido en 1998. Los dos líderes del partido, Yukio Hatoyama y Naoto Kan, posteriormente se convertirían en primer ministro uno después del otro al final de la primera década del siglo XXI.

## Historia
El partido fue conformado principalmente por exmiembros del Nuevo Partido Sakigake y el Partido Socialista de Japón que no apoyaban una alianza con el gobernante Partido Liberal Democrático. El partido fue fundado el 29 de septiembre de 1996. Sus líderes iniciales fueron Yukio Hatoyama y Naoto Kan, exmiembros de Sakigake. El partido poseía 39 parlamentarios al momento de su formación.
El partido obtuvo 52 escaños en las elecciones de 1996, convirtiéndose en el segundo partido más grande de oposición, por detrás del Partido de la Nueva Frontera.
En abril de 1998, el partido recibió a exmiembros del Partido de la Nueva Frontera, que fue disuelto en 1997, aumentando su representación a 90 escaños. El partido fue relanzado como el Partido Democrático de Japón luego de su fusión con los partidos Minseitō, de la Nueva Fraternidad y el Partido de la Reforma Democrática.